# 3-etil-2,3-dimetilpentano
El 3-etil-2,3-dimetilpentano es un alcano de cadena ramificada con fórmula molecular C9H20.